# Thulani Serero
Thulani Serero (Soweto, 11 de abril de 1990) é um futebolista profissional sul-africano que atua como meio-campo.

## Carreira
Thulani Serero representou o elenco da Seleção Sul-Africana de Futebol no Campeonato Africano das Nações de 2013.